# Российские удары по украинской энергосистеме
Российские удары по украинской энергосистеме  начались с сентября 2022 года после отступления российской армии из Харьковской области.
Целями крылатых ракет и беспилотников-камикадзе стали электростанции, газодобывающие объекты и — в первую очередь — трансформаторные подстанции, связывающие энергосистему в единое целое и обеспечивающие поставку энергии потребителям. В результате ударов во многих регионах Украины происходили отключения энергоснабжения, подачи воды и отопления от ТЭЦ, случались перебои со связью. Обесточивание из-за российских атак на критическую инфраструктуру Украины также происходило в Молдове, включая Приднестровье.
По информации премьер-министра Украины Дениса Шмыгаля, в 2022 году ВС РФ нанесли не менее 1200 ударов по украинской энергосистеме, и более 40 % её инфраструктуры было выведено из строя.
В Human Rights Watch, Всемирной организации здравоохранения, Международном комитете Красного Креста и Amnesty International подчёркивали, что целенаправленное уничтожение гражданской инфраструктуры накануне зимы лишает мирных жителей доступа к ресурсам первой необходимости — электричеству, теплу и чистой воде, ставит жизни под угрозу, что позволяет квалифицировать их как военные преступления. Украинские власти характеризовали российскую военную стратегию как государственный терроризм, направленный на формирование новой волны миграции украинских беженцев и принуждение к мирным переговорам на российских условиях.
К началу 2023 года от ударов по энергетической и другой инфраструктуре Украины погибли не менее 77 и были ранены около 300 мирных жителей.
В июне 2024 года Международный уголовный суд признал обоснованными предположения о том, что удары по украинской энергетической инфраструктуре могут являться военными преступлениями, в связи с чем выписал ордера на арест бывшего министра обороны России Сергея Шойгу и начальника российского генштаба Валерия Герасимова как ответственных за нанесение ударов.

## Хронология
За 9 месяцев вторжения с февраля по ноябрь 2022 года Россия нанесла по Украине более 16 тысяч ракетных ударов, и, по утверждениям украинских властей, в 97 % случаев их целью становились гражданские объекты. С октября 2022 года российские военные начали системно обстреливать объекты энергетической инфраструктуры Украины: генерирующие мощности (ГЭС, ТЭС, ТЭЦ), подстанции (предназначенные для передачи, преобразования и распределения электроэнергии) и газодобывающие объекты.
Российские пропагандисты, провластные блогеры и журналисты неоднократно требовали ударов по критической гражданской инфраструктуре, однако российские власти долгое время воздерживались от них — из-за нежелания переходить условные «красные линии» или нехватки ракет. Подход изменился в сентябре—октябре 2022 года после успешного контрнаступления ВСУ в Харьковской области. Даже российские публичные лица признавали, что целью атак был террор гражданского населения и лишение мирных жителей базовой инфраструктуры — электричества, подачи воды и тепла накануне зимы.

### 2022 год

#### Сентябрь
6 сентября Украина начала решительное контрнаступление в Харьковской области. 10 сентября российские войска спешно отступили из районов Балаклеи и Изюма.
11 сентября 2022 года Россия обстреляла Змиёвскую ТЭС в Харьковской области, Харьковскую ТЭЦ-5 и ряд электрических подстанций, что привело к обесточиванию в некоторых районах Харьковской, Полтавской, Днепропетровской, Сумской и Донецкой областей. Советник главы Офиса президента Украины Михаил Подоляк после этих ударов заявил: «Прямые умышленные удары по критической гражданской инфраструктуре, в частности, по крупнейшей Харьковской ТЭЦ-5, — это безусловное проявление терроризма России и её желание массово оставить мирных граждан без света и тепла. Таков трусливый „ответ“ за бегство собственной армии с поля боя». Радио «Свобода» отмечала, что многочисленные прокремлёвские блогеры и сотрудники российских государственных СМИ после ударов по украинским электростанциям активно публиковали фотографии и видео пусков ракет и пожаров в результате их попадания и, в большинстве своём, одобрительно отзывались о действиях российских военных.

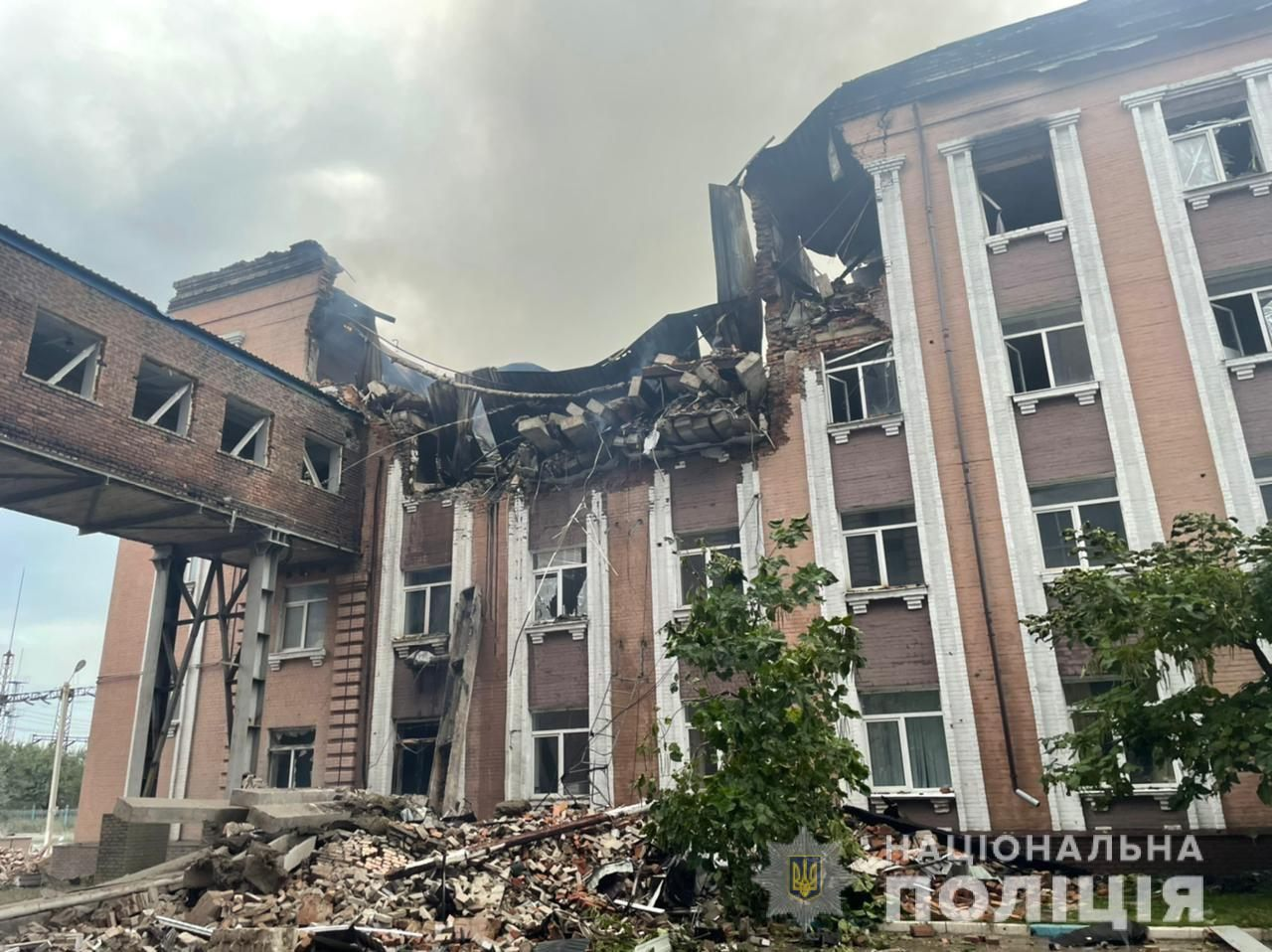
Славянская ТЭС после обстрела 17 сентября

16 сентября российский президент Владимир Путин заявил: «Совсем недавно вооруженные силы России нанесли там пару ударов чувствительных. Ну, будем считать, что это предупреждающие удары. Если дальше ситуация будет развиваться подобным образом, то ответ будет более серьёзным». Журналисты отмечали, что хотя Путин не уточнял, какие именно «чувствительные удары» он имел ввиду, однако он сделал свое заявление вскоре после ударов по Харьковской ТЭС и по плотине в Кривом Роге.
17 сентября российские войска обстреляли Славянскую ТЭС.

#### Октябрь

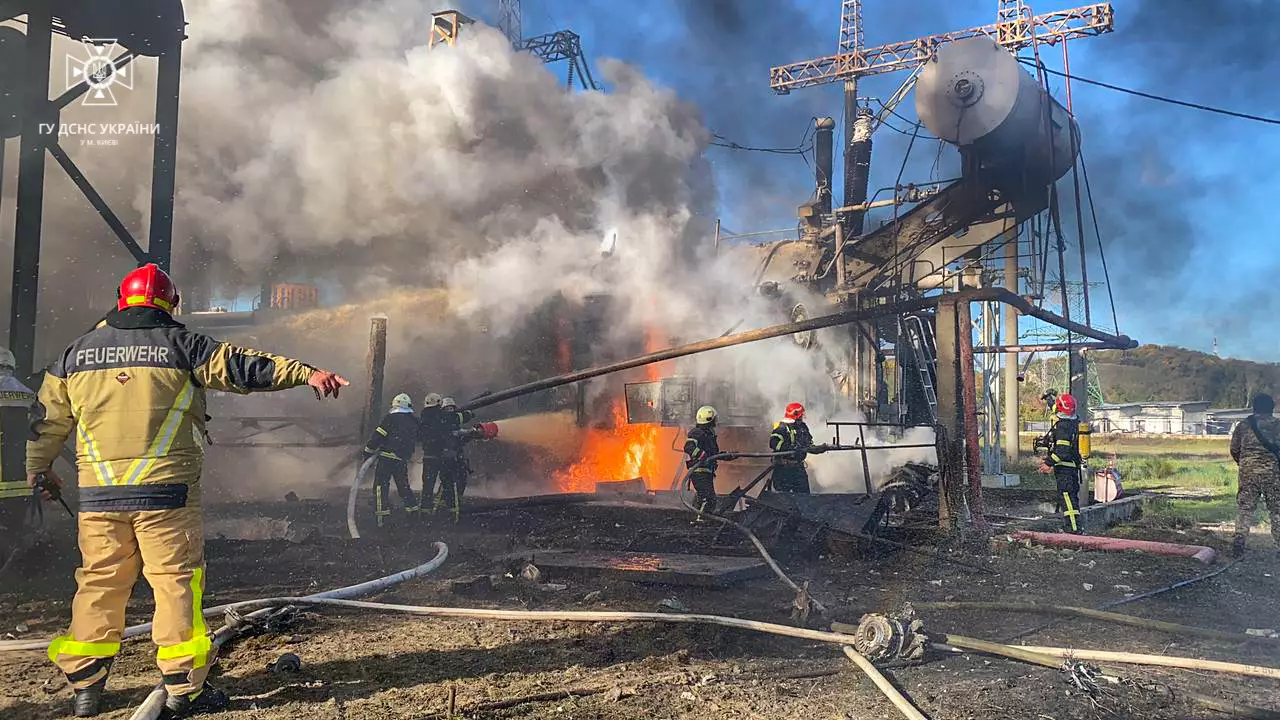
Пожар на Киевской ТЭЦ-5 после обстрела 10 октября

Системные обстрелы гражданской энергетической инфраструктуры начались 10 октября 2022 года с крупнейшей за долгое время ракетной атаки: Россия использовала против украинских городов 84 ракеты (перехвачены 43) и 24 беспилотника-камикадзе (сбиты 13). Целями стали не только инфраструктурные объекты, но и непосредственно города, впервые за долгое время ракеты падали в центре Киева. Атака была совершена в час пик, погибли 23 человека, 100 получили ранения.
В результате попаданий по электростанциям и другим инфраструктурным объектам в Киевской, Хмельницкой, Львовской, Днепропетровской, Винницкой, Ивано-Франковской, Запорожской, Сумской, Харьковской, Житомирской и Кировоградской областях было нарушено энергоснабжение практически по всей Украине. К вечеру обесточенными оставались около 1300 населённых пунктов, к утру их число сократилось до 300. Из-за ударов по инфраструктуре Украина приостановила экспорт электроэнергии в Евросоюз, чтобы сбалансировать собственную энергосистему.
Российские власти делали ложные заявления, что обстрелы стали ответом на взрыв на Крымском мосту: в действительности ракетные удары готовились заранее. На это указывало расследование издания The Insider о Главном вычислительном центре ВС РФ, подразделение которого занимается наведением ракет, и данные Института изучения войны. Три ракеты «Калибр», запущенные с кораблей Черноморского флота, проследовали через воздушное пространство Молдовы, после чего МИД страны выразил протест.
Ракетные удары продолжились в ночь на 11 октября и днём, вновь были использованы крылатые ракеты морского и воздушного базирования и дроны-камикадзе. Украинские власти утверждали, что перехватили большую часть из них. Под обстрел попали Киевская, Винницкая (Ладыжинская ТЭС), Запорожская, Львовская, Ивано-Франковская, Днепропетровская, Хмельницкая, Ровенская, Николаевская и Одесская области. По всей стране были зафиксированы перебои в энергоснабжении, в отдельных регионах — проблемы с водоснабжением и интернетом. Погибли не менее 11 человек, около 60 получили ранения. Повреждённые объекты инфраструктуры были восстановлены в течение суток. Через неделю 20 октября обстрелы возобновились: пострадали Бурштынская ТЭС, объекты в Винницкой области и Криворожском районе.
Ночью—утром 22 октября российские военные запустили 33 ракеты (17 Х-101/Х-555 и 16 «Калибров») и группу иранских дронов-камикадзе по объектам гражданской энергетической инфраструктуры в Хмельницком, Луцке, Умани, Запорожье, Днепре и других городах. После атаки без электричества осталось до 1,5 млн домохозяйств, были зафиксированы задержки в движении поездов. Украинские власти отмечали, что к этому моменту повреждения получили около 40 % энергосистемы страны.
Очередной массированный удар был нанесён утром 31 октября: только с 7 до 9 утра, как следует из заявлений ВСУ, были перехвачены 44 ракеты из 50. В числе целей оказались украинские ГЭС: сообщалось о взрывах в районе Днепрогэс и Кременчугской ГЭС. Владимир Путин заявил, что обстрелы гражданской инфраструктуры были ответом на удар украинских беспилотников по кораблям Черноморского флота в Севастополе.

#### Ноябрь
В ночь на 3 ноября российский ракетный удар повредил несколько объектов энергетической и водной инфраструктуры в Кривом Роге.
15 ноября 2022 года, после освобождения Херсона силами ВСУ, во время саммита G-20 на Бали Россия запустила более 90 ракет и 10 дронов-камикадзе против гражданской энергетической инфраструктуры в ряде украинских регионов. Впервые пострадали объекты газодобычи в Одесской и Днепропетровской областях. Более 10 млн человек остались без электричества. Для балансировки энергосистемы «Укрэнерго» провёл экстренные отключения по всей стране. Трафик в украинском сегменте интернета упал на 33 %. Волна сбоев в энергетической системе затронула даже Молдову.
Утром 23 ноября Европейский парламент принял резолюцию о признании России страной — спонсором терроризма, которая применяет террористические методы против мирного населения, разрушает гражданскую инфраструктуру и причастна к другим военным преступлениям, которые приравниваются к террористическим актам.
Спустя несколько часов российские военные провели массированную атаку против объектов гражданской энергосистемы: 78 ракетных и 23 авиационных удара. Из-за разрушения сетей и падения частоты в энергосистеме были временно остановлены реакторы Ровенской, Южно-Украинской и Хмельницкой АЭС. Аварийное отключение большинства ТЭС и ГЭС страны привело к отключению водоснабжения и отопления, а также сбоях в работе интернета в 15 регионах Украины. Были обесточены Киев и Киевская область, Харьков и Харьковская область, Одесса, Львов, Николаевская, Запорожская, Черниговская и Днепропетровская области, и большинство районов Хмельницкой области. Обесточивания также произошли в Молдове, включая Приднестровье. К вечеру работа инфраструктуры была восстановлена. В результате попаданий по жилым домам погибли 10 человек, не менее 36 получили ранения. В Вольнянске Запорожской области ракета попала в родильное отделение, погиб новорожденный, его мать была ранена.

#### Декабрь
5 декабря 2022 года, в годовщину подписания Будапештского меморандума, Россия нанесла новую серию ударов по критической гражданской инфраструктуре Украины ракетами морского и воздушного базирования. Взрывы были зафиксированы в Черкасской, Запорожской, Киевской, Винницкой, Одесской областях, Харькове и Херсоне. В Одессе, Житомире и Николаеве частично пропало электричество, также в Одессе были обесточены насосные станции и резервные линии. Скачки напряжения были зафиксированы в Молдове. Также на молдавской территории в районе города Бричаны упали фрагменты ракеты С-300. Утром 5 декабря украинские беспилотники нанесли удары по авиабазам в Дягилево и Энгельсе, использовавшимся для атак по Украине российскими стратегическими бомбардировщиками.
Newsweek сообщил, что около 50 % энергетической инфраструктуры Украины повреждены из-за непрерывных ракетных ударов России. По оценке общественной организации Mercy Corps, если атаки продолжатся национальная энергосистема Украины будет разрушена в течение нескольких недель. Директор по реагированию Mercy Corps Ukraine Майкл Янг заявил, что в случае продолжения атак с той же интенсивностью сеть столкнётся с критическим массовым отказом, в результате которого отсутствие электричества может затянуться на несколько недель. Общественная организация заявила, что города страны в следующие четыре месяца станут практически непригодными для жизни.
8 декабря президент России Владимир Путин назвал российские удары по украинской энергосистеме «ответом» на ряд действий Украины. Помимо взрыва на Крымском мосту, он упомянул перекрытие воды в Донецк, назвав это «геноцидом», а также «подрыв линий электропередач с АЭС Курска».
10 декабря 2022 года украинские силы заявили, что накануне 15 дронов Shahed 136 иранского производства ударили по южным областям Украины, и хотя 10 дронов удалось сбить, но оставшиеся сумели нанести серьёзный ущерб энергетической инфраструктуре Одесской области.
16 декабря Россия запустила более 70 ракет по объектам энергетической инфраструктуры и гражданским объектам в Киевской, Харьковской, Днепропетровской, Полтавской, Кировоградской, Донецкой и Запорожской областях Украины. Метро в Киеве и в Харькове приостановили работу и стали использоваться как бомбоубежища. Возникли проблемы с электроснабжением, водоснабжением и теплоснабжением. В Купянске удар пришёлся на центральную городскую больницу и здание аптеки. В Кривом Роге российская ракета попала в жилой дом. Есть погибшие и раненые.

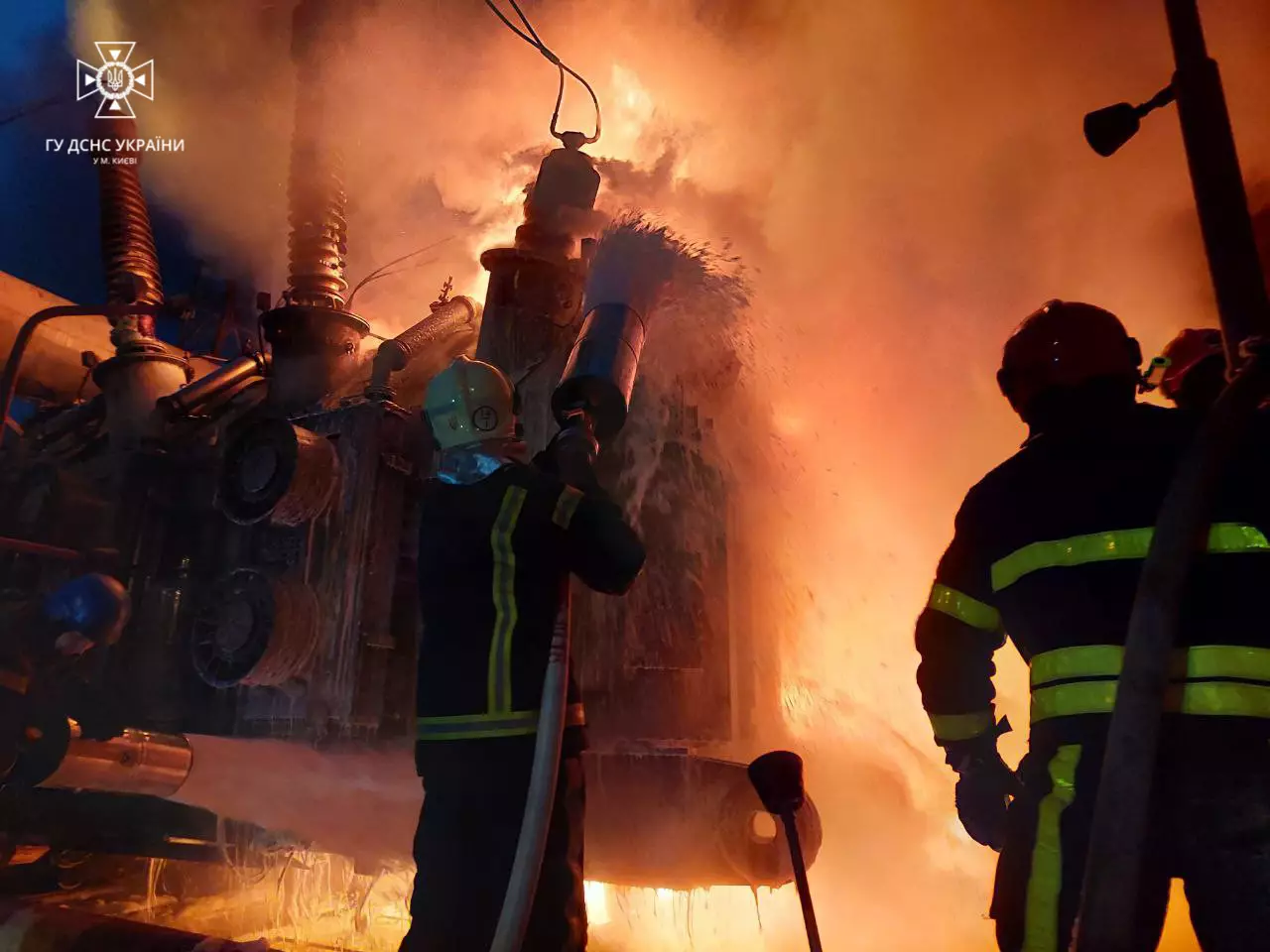
Пожар на инфраструктурном объекте в Киеве после атаки 19 декабря

В ночь на 19 декабря российская армия запустила по объектам инфраструктуры Украины иранские дроны-камикадзе. По данным украинских военных и властей, было запущено 35 дронов, из которых сбиты 30. Среди них 23 (18 из которых сбиты) летели на Киев. Сообщается о повреждении объектов инфраструктуры в Киеве и области. Это повлекло усиление дефицита электроэнергии, а он, в свою очередь, — новые перебои с тепло- и водоснабжением.
29 декабря был совершён десятый массовый обстрел Украины ракетами и дронами-камикадзе; ВСУ сообщили о 70 крылатых ракетах, из которых 58 сбиты. В результате повреждения энергетической инфраструктуры без энерго- и водоснабжения осталась Одесса; электроэнергия отключилась у 90 % потребителей Львова и 40 % — Киева; перебои произошли также в Одесской, Николаевской и Днепропетровской областях. Сообщается и об ударах по критической инфраструктуре Харькова.
31 декабря накануне Нового года Россия обстреляла ракетами Киев, Николаев, Запорожье и Хмельницкий. Накануне этой атаки разведка Великобритании предупреждала, что Россия может совершить очередную атаку вскоре после предыдущей, которая состоялась 29 декабря, чтобы попробовать испортить украинцам Новый год. По данным ВСУ, по Украине было запущено 20 ракет, из которых 12 были сбиты украинской ПВО. В некоторых областях власти упредительно отключили электроснабжение. Повреждена одна ТЭС компании ДТЭК, однако по словам украинского министра энергетики Германа Галущенко, благодаря «отличной работе ПВО и заблаговременным техническим мерам» энергетиков украинской энергосистеме удалось избежать серьёзных повреждений.

### 2023 год

#### Январь
В ночь на первое января Россия нанесла удар по Киеву и другим городам Украины с использованием дронов-камикадзе Shahed 136. По словам главы Киевской областной администрации, целью дронов были объекты энергетической инфраструктуры.
14 января Россия нанесла новый ракетный удар по Украине. Сообщается об обстрелах объектов критической инфраструктуры и гражданских объектов в Киевской, Харьковской, Николаевской, Запорожской и других областях. В шести областях повреждены объекты энергетической инфраструктуры, в частности, 9 блоков электростанций, 3 магистральные подстанции и одна надземная линия. Энергоблок одной ТЭС разрушен. Обломки одной ракеты упали в Молдавии около села Ларга.
26 января после ночных атак беспилотниками российские войска нанесли массированный ракетный удар по территории Украины. Сообщалось о взрывах в Днепропетровской, Винницкой, Одесской, Запорожской и Киевской областях. В Одесской области сообщили о повреждении двух объектов энергетической инфраструктуры, также сообщалось, что повреждён один объект в Киевской области и один в Днепровском регионе. В ряде регионов, в частности, Киеве, Кривом Роге, Киевской, Одесской, Кировоградской, Днепропетровской областях были проведены экстренные отключения электроэнергии. В Киеве было прекращено движение на надземных станциях метро.

#### Февраль
10 февраля Россия нанесла ракетные удары по объектам энергетической инфраструктуры Украины в Киевской, Николаевской, Запорожской, Винницкой, Полтавской, Кировоградской, Харьковской, Львовской, Ивано-Франковской и Одесской областях. В нескольких областях начались перебои с энергоснабжением. ВСУ сообщали о запуске по украинской критической инфраструктуре 71 ракеты, 61 из которых сбила противовоздушная оборона. Также отмечены массовые пуски БПЛА-камикадзе типа Shahed 136. По объекту критической инфраструктуры в Запорожском районе был нанесен удар ракетами от ЗРК С-300. Ракеты залетали в воздушное пространство Молдавии в районе сёл Мокра (Рыбницкий район) и Косоуцы (Сорокский район). Во время 14-й массированной атаки «Укрэнерго» осуществил аварийное отключение электроэнергии в нескольких районах Украины. Согласно заявлению, под удар попала высоковольтная инфраструктура, а также электростанции и передающие станции.
16 февраля 2023 года Россия выпустила по Украине 36 ракет. ПВО Украины уничтожила 16 ракет, часть крылатых ракет Х-22 достигла своих целей, поразив объекты критической инфраструктуры.

#### Март
Ранним утром 9 марта Россия впервые за месяц нанесла очередной массированный ракетный удар по Украине. По словам президента Украины Владимира Зеленского, атаке подверглись Киев и Кировоградская, Днепропетровская, Одесская, Харьковская, Львовская, Ивано-Франковская, Житомирская, Винницкая, Запорожская области. После попадания ракеты по жилой зоне в селе Великая Ольшаница Львовской области погибло 5 человек, ещё один человек погиб в Днепропетровской области, трое человек получили ранения в Киеве. Также тем утром российские войска обстреляли Херсон, в результате чего погибли 3 человека. Хотя власти Николаевской области не сообщали о попадании ракет на своей территории, но по данным украинских военных, над областью было сбито 9 российских ракет.
По словам главнокомандующего ВСУ Валерия Залужного, россияне использовали 81 ракету разных типов, среди которых были 28 Х-101/Х-555, 20 Калибров, шесть X-22 и шесть гиперзвуковых «Кинжал». По информации украинской энергетической компании ДТЭК, повреждения получили три ТЭС. Также в результате атаки в шестой раз за время войны была полностью обесточена Запорожская АЭС, находящаяся под российской оккупацией.
Минобороны России назвало эту атаку «ударом возмездия» за «теракт» в Брянской области.

#### Сентябрь
В ночь на 21 сентября российская армия совершила очередной массированный ракетный обстрел Украины. По данным «Укрэнерго», были повреждены объекты в западном и центральном регионах страны, что стало первой атакой на энергетическую инфраструктуру Украины за полгода. Электроснабжение прерывалось почти в 400 населённых пунктах пяти областей — Ровненской, Житомирской, Киевской, Днепропетровской и Харьковской.

#### Декабрь
10 декабря Министерство обороны Великобритании сообщило о том, что Россия начала более согласованную кампанию по разрушению украинской энергосистемы с использованием «накопленных» ракет. Поводом для заявления стала серия массированных воздушных ударов, нанесённая 7 декабря (впервые с 21 сентября 2023 года),  по центральной Украине и Киеву бомбардировщиками Ту-95 ВВС РФ, которые выпустили не менее 16 крылатых ракет Х-101. Минобороны Великобритании заявило о минимальном ущербе от этой атаки ввиду успешной работы ПВО Украины.
29 декабря 2023 года был нанесен массированный ракетный удар по Украине, один из самых масштабных за долгое время, было задействовано более 100 ракет разных типов. В результате обстрелов, как сообщили в министерстве энергетики Украины, в Киевской, Днепропетровской, Одесской и Харьковской областях повреждены линии электропередачи, из-за чего у части абонентов отключили электричество. В Донецкой области была повреждена ТЭС и высоковольтные линии.

### 2024 год

#### Март
В 2024 году Россия сменила тактику, начав атаковать электростанции, расположенные в районах Украины, менее защищённых, чем Киев. По сообщению Financial Times, часть повреждённых объектов энергетики не будет восстановлена к зиме 2024-2025 года. Также, в отличие от атак 2022-2023 годов, РФ начала использовать дорогостоящие высокоточные ракеты. Для ударов по трансформаторам используются недорогие БПЛА. 
В ночь на 22 марта была произведена масштабная российская атака на энергетическую систему Украины. По словам гендиректора компании Yasno Сергея Коваленко, в результате ударов крупнейшая энергетическая компания страны ДТЭК потеряла около половины своих мощностей, на восстановление которых уйдут месяцы. По словам Коваленко, одним из следствий этого удара станет возможный дефицит электроэнергии в летние месяцы. Самым крупным из пораженных объектов стала ДнепроГЭС, прекратившая работу в результате атаки. По данным властей Харькова, в городе были разрушены все ТЭЦ. В результате ударов погибло 5 мирных жителей, в том числе один ребёнок.
24 марта по энергосистеме Украины снова были нанесены удары, вследствие чего был резко увеличен импорт электроэнергии в страну. Согласно заявлению губернатора Львовской области Максима Козицкого, было два удара ракетами «Кинжал» по объекту критической инфраструктуры. По информации Министерства энергетики Украины, импорт составит 14 900 мегаватт-час, экспорт не планируется. В тот же день был нанесён удар по подземному хранилищу газа, расположенному на Западе страны. По словам главы Нафтогаза Алексея Чернышова, повреждено надземное оборудование.
Согласно заявлениям компании «Центрэнерго», 30 марта в результате российских ударов на востоке Харьковской области разрушена Змиёвская ТЭЦ, одна из крупнейших в этой части региона. По заявлениям официальных лиц Украины, 31 марта 2024 года ВС РФ нанесли ракетные удары по энергетической инфраструктуре, расположенной в Львовской области. 
В Одесской области после падения российского БПЛА и последующего возгорания 170.000 домов были отключены от электроснабжения. По информации энергетической компании ДТЭК, поставляющей электроэнергию примерно 1/4 части Украины, получили повреждения 5 из 6 электростанций компании, генерирующие мощности снизились на 80%. Срок ремонта может составить 18 месяцев.

#### Апрель
Ночью с 10 на 11 апреля 2024 года ВС РФ обстреляли Трипольскую ТЭС, самую мощную электростанцию Киевской области, генерирующую 57% энергии, потребляемой предприятиями региона. В результате ударов начался крупный пожар в турбинном отделении. СМИ сообщают о полном уничтожении ТЭС и о потере ПАО «Центрэнерго» всего объёма генерации. Все сотрудники объекта остались живы.
27 апреля Россия атаковала энергетические объекты, расположенные в Львовской, Иваново-Франковской и Днепропетровской областях. Согласно сообщениям ДТЭК, повреждения получили 4 ТЭС, принадлежащие компании.

#### Май
В ночь с 7 на 8 мая ВС РФ нанесли удары по объектам энергетики, расположенным в Запорожской, Винницкой, Ивано-Франковской, Полтавской, Кировоградской и Львовской областях Украины. По информации ДТЭК, удары были нанесены по трём ТЭС, оборудование получило сильные повреждения.  По информации украинской стороны, ВС РФ запустили 55 ракет и 21 дрон, 39 ракет и 20 дронов было сбито. В 9 регионах Украины отключали электроэнергию.
Ночью с 21 на 22 мая Россия атаковала с помощью дронов объекты электроэнергетики в Сумской области. В результате ударов было остановлено электроснабжение города Сумы.

#### Июнь
Под утро 1 июня 2024 ВС РФ атаковали объекты энергетики Украины в Ивано-Франковской, Днепропетровской, Кировоградской, Донецкой и Запорожской областях. Были атакованы две ТЭС. После российской атаки крупнейшая гидроэлектростанция Украины — ДнепроГЭС — оказалась в «критическом состоянии». Согласно заявлениям российских военных блогеров, удары были нанесены по Кременчугской и Днепровской ГЭС, а также Бурштынской и Ладыжинской ТЭС. Из-за атак правительство было вынуждено начать веерные отключения электричества по всей Украине. По информации анонимного украинского чиновника, давшего комментарий Financial Times, в  результате ударов были повреждены подземные насосы, необходимые для транспортировки газа на западе страны.
Ночью с 19 на 20 июня ВС РФ нанесли удары по объектам энергетики, расположенным в Днепропетровской, Винницкой, Киевской и Донецкой областях. По информации компании ДТЭК, под обстрел попала одна из ТЭС, получившая сильные повреждения, также в Броварском районе получила повреждения высоковольтная ЛЭП.

#### Июль
В результате массированных ракетных ударов в Киеве повреждения получили три электрические подстанции «ДТЭК».

## Использование Россией иранских дронов
Россия неоднократно использовала и продолжает использовать в атаках на украинскую энергосистему иранские дроны Shahed 136. При этом Иран официально отрицает поставки дронов России.

## Результаты
По информации на конец ноября 2022 года, несмотря на регулярные обстрелы, украинская энергосистема сохранила устойчивость, а инженерам удавалось в короткое время устранять нанесённый ущерб. Сказалось то, что энергетическая система Украины — одна из крупнейших в Европе с самой разветвлённой сетью ЛЭП и диверсифицированными источниками энергии — АЭС, ГЭС, станциями на традиционных и альтернативных источниках энергии. После распада СССР освободились мощности, которые уходили на обеспечение советского ВПК. После начала вторжения часть электростанций оказалась оккупирована или повреждена, но падение энергопотребления на 30—40 % из-за оттока из страны миллионов мирных жителей и остановки предприятий компенсировало потери.
Помимо аварийных отключений в момент ударов национальная энергетическая компания «Укрэнерго» начала проводить плановые отключения энергии для выравнивания баланса производства и потребления энергии и ремонта повреждённого оборудования. Премьер-министр Денис Шмыгаль сообщал, что над восстановлением сетей «Укрэнерго» работали 70 бригад — более 1000 человек. Для сокращения текущего потребления власти украинских городов сокращают уличное освещение, заменяют электротранспорт автобусами, призывают жителей экономить электричество в пиковые часы. Только за счёт домохозяйств высвобождается около 5—10 % энергии по стране.
Удары по энергосистеме напрямую влияют на другие элементы критической инфраструктуры — отопление (из-за перебоев в работе ТЭЦ), водоснабжение (насосным станциям необходима электроэнергия для работы), здравоохранение. Приоритет в обеспечении бесперебойного питания и восстановлении отдаётся им: так временная остановка производства энергии и тепла в зимний сезон чревата замерзанием магистральных труб, что приводит к их разрушению.
В декабре 2022 года мэр Киева Виталий Кличко заявил, что если российские удары продолжатся, Киев ждёт «апокалипсис», так как в украинской столице может пропасть тепло- и электроснабжение, а также вода.
К декабрю 2022 года, по информации Укрэнерго, выведено из строя 15 гигаватт мощности из 56. Представители Украины постоянно занимаются поиском совместимых с энергосистемой страны запчастей, и это вызывает сложности.
13 декабря премьер-министр Украины Денис Шмыгаль сообщил, что в случае продолжения российских атак на национальную энергетическую систему и другую критически важную инфраструктуру ВВП страны может сократиться на 50 %.
Наиболее пострадавшими секторами экономики Украины оказались горнодобывающая отрасль и производство. Из-за отключения электроэнергии закрылись два крупнейших сталелитейных завода.
Скорость интернета падала до 35 % от показателей до начала вторжения. Сбои в работе интернета наносили ущерб ИТ-сектору, а также тормозили пенсионные выплаты, сбор налогов, мобильный банкинг и онлайн-продажи.
По информации премьер-министра Украины Дениса Шмыгаля, в 2022 году ВС РФ нанесли не менее 1200 ударов по украинской энергосистеме, и более 40 % её инфраструктуры было выведено из строя.
17 января 2023 года мэр Киева Виталий Кличко сообщил, что коллапс энергетической инфраструктуры Украины из-за российских ракетных ударов может произойти в любую секунду и в любом городе страны, включая Киев. В столице Украины, по его словам, дефицит энергии около 30 %. "Страна борется за выживание, ситуация критическая, поскольку температура опускается до минус 10, минус 20 градусов", — заявил Кличко.
К началу апреля 2023 года российская армия выпустила по Украине почти 5000 ракет, общей стоимостью 16 млрд долларов, и провела, таким образом, одну из самых дорогих ракетных кампаний в современной истории. Тем не менее, энергетического коллапса на Украине не произошло. В начале апреля 2023 года Украина возобновила экспорт электроэнергии в страны Европы.
По информации ПРООН на 10 октября 2023 года, из-за  ударов по украинской энергосистеме, нанесённых в 2022 году, получили повреждения или были разрушены 41 из 94 наиболее важных высоковольтных трансформаторных подстанций.
Украина не предоставляет информацию о последствиях российских атак на её энергетические объекты, тем не менее, ООН в июне 2023 года заявила о том, что генерирующее мощности страны сократились приблизительно вдвое от имеющихся на февраль 2022 года. Тогда они составляли около 37 гигаватт, из них к середине 2023 года уничтожено более 19 гигаватт. Исследовательский центр Киевской школы экономики считает, что ущерб украинской энергосистеме от российских ударов составил 8,8 млрд долларов.
По информации на конец апреля 2024 года, потери Украины составили 80% генерации тепловой энергии и 35% мощностей гидроэлектроэнергетики.
По информации украинских чиновников, к началу июня 2024 года мощности генерации энергии на Украине упали ниже 20 ГВт, в то время как в 2022 году они составляли 55 ГВт.
По информации Financial Times на июнь 2024 года, ВС РФ захвачены или уничтожены 50 % электростанций Украины, что стало причиной самых массовых отключений электроэнергии с начала вторжения.

## Ответные действия украинской стороны

### Ответные удары
Владимир Зеленский в интервью американской программе «60 minutes» сказал, что в случае, если во время предстоящей зимы из-за российских ударов будет нарушена работа критической инфраструктуры Украины (водоснабжение, электроснабжение, поставки бензина), то Украина сделает с российской стороной то же самое. Некоторые ответные удары уже были нанесены: по информации представителей российской власти, по состоянию на начало октября 2023 года западная часть Курской области несколько раз была атакована БПЛА, в результате чего без энергоснабжения остались несколько деревень и больница. По информации украинской стороны, был обесточен один военный объект. 

### Защита объектов энергетики
На севере Украины для защиты трансформаторов электроподстанции возведена стена из бетонных блоков. На другой подстанции установлены габионы — клетки цилиндрической формы, наполненные песком или цементом. По информации Financial Times, по всей Украине небольшие объекты, один удар по которым может обесточить множество объектов, защищают мешками с песком. Объекты, которые могут функционировать без вентиляции, переносят под землю. Премьер-министр Украины Денис Шмыгаль называет это пассивной защитой. По его словам, Украина гораздо лучше готова к ударам по объектам энергетики, чем в 2022 году. Хотя защита и не эффективна в 100 % случаев, в 80—90 % случаев защита работает, особенно в отношении беспилотников или их обломков, отклонившихся от курса после перехвата.

## Международная поддержка Украины
Международное сообщество резко осудило обстрелы энергетической инфраструктуры Украины. Президент США Джо Байден, канцлер Германии Олаф Шольц, председатель Европейской комиссии Урсула фон дер Ляйен и другие западные лидеры характеризовали российские атаки как акты террора против мирного населения и очевидные военные преступления. США и европейские страны оказывают Украине военную, финансовую и гуманитарную помощь, чтобы та могла справиться с последствиями обстрелов энергетической инфраструктуры или предотвратить новые.
По линии украинского МИДа страна получит около 600 единиц оборудования из Италии, Франции, Литвы, Финляндии, Германии, Польши, Испании. Мэр Флоренции координировал помощь от 200 европейских городов, которые должны были поставить около 200 генераторов, включая промышленные. Поддержку оказывают польские PGE и Tauron, немецкие EON и 50 Hertz, французская Schneider Electric и другие компании.
Часть потерянных генерирующих мощностей Украина может заменить посредством импорта электроэнергии: с марта 2022 года её электросеть полностью синхронизирована с европейской системой передачи электрической энергии ENTSO-E, а в октябре был в порядке эксперимента проведён импорт электричества из Словакии.
Глава Объединённого комитета начальников штабов США Марк Милли и министр обороны США Ллойд Остин пообещали создать в Украине новую эшелонированную систему воздушной обороны, в которую войдут системы ПВО разной дальности и высотности, включённые в единый контур и обеспеченные общей информацией.
Для защиты объектов энергетической инфраструктуры от ракет и беспилотников западные страны поставляют Украине системы ПВО и ПРО. Так помимо NASAMS США планируют поставить Украине систему VAMPIRE (Vehicle-Agnostic Modular Palletized ISR Rocket Equipment), способную сбивать даже небольшие квадрокоптеры. Испания передала Украине 4 системы ПВО MIM-23 Hawk и ЗРК Selenia Aspide, Германия — систему IRIS-T, Италия готовит поставки Aspide и SAMP-T, а Израиль одобрил поставки Украине электрооптики и систем управления огнём на основе израильских компонентов.
В 2024 году энергоблок № 1 Эстонской электростанции, ранее выведенный из эксплуатации, было решено демонтировать и передать на Украину, для восстановления разрушенной энергетической инфраструктуры. В планах нарвских энергетиков передать украинским энергетикам еще два блока, выведенных из эксплуатации.

## Оценки
Военные эксперты и аналитики отмечают, что удары по украинской энергосистеме — это привычный для России элемент стратегии, целью которого является «заставить граждан страдать», лишив их электричества и воды. Указывается, что это тактика, которую Россия уже использовала во время интервенции в Сирии: «наказывать жителей, чтобы сломить волю народа и заставить его сдаться», также целью ударов является желание России разобщить международную коалицию, которая является союзником Киева в отражении агрессии.
В ноябре 2022 года Генеральный секретарь НАТО Йенс Столтенберг говорил, что Путин пытается использовать зиму как оружие против Украины.
В декабре 2022 года заместитель госсекретаря США Виктория Нуланд заявила, что под международным давлением Россия отказалась от идеи использовать ядерное оружие в войне с Украиной, однако вместо этого РФ «перешла к принципиально другому оружию, начав атаки на энергетическую инфраструктуру».
По оценке Human Rights Watch (2023), главной целью ударов было посеять страх среди населения и сделать жизнь людей невыносимой.
В конце октября 2023 года издание Time, со ссылкой на высокопоставленных чиновников, предположило, что отключения электричества в ближайшую зиму из-за российских ударов могут быть более масштабными, а общественная реакция на них не такой сдержанной, как год назад, когда в отсутствии энергии обвиняли русских. В этот раз обвинения будут предъявлены властям Украины в том, что они плохо подготовились к зиме.